# Ribeira (Lisboa)
A Ribeira de Lisboa foi um antigo bairro da capital portuguesa, destruído pelos terramoto e maremoto de 1755. Nele se situavam os estaleiros navais principais do país, as antigas tercenas medievais depois modernamente chamadas Ribeiras das Naus, ou simplesmente Ribeiras, e nele foi construído a partir de 1498 o célebre Paço da Ribeira.
Outro grande palácio desta zona da cidade foi o Palácio Corte Real. Actualmente, subsistem em Lisboa naquela área apenas as designações toponímicas conotadas de Terreiro do Paço, e de Avenida da Ribeira das Naus, artéria onde se situa o Arsenal da Marinha.